# Wolfgang Fahrian
Wolfgang Fahrian (Klingenstein, 1941. május 31. – 2022. április 13.) nyugatnémet válogatott német labdarúgó, hátvéd, kapus.

## Pályafutása

### Klubcsapatban
A TuS Klingenstein csapatában kezdte a labdarúgást, majd a TSG Ulm 1846 korosztályos együttesében folytatta, ahol 1960-ban mutatkozott be az első csapatban. 1964 és 1966 között a Hertha BSC labdarúgója volt. Az 1966–67-es idényben a TSV 1860 München csapatában szerepelt és tagja volt a bajnoki ezüstérmes csapatnak. 1967 és 1969 között a Fortuna Düsseldorf kapusa volt. 1969-ben a Fortuna Köln együtteséhez igazolt és 1976-ban itt fejezte be az aktív labdarúgást.

### A válogatottban
1962 és 1964 között 10 alkalommal szerepelt a nyugatnémet válogatottban. Részt vett az 1962-es chilei világbajnokságon

## Sikerei, díjai
TSV 1860 München
- Nyugatnémet bajnokság (Bundesliga)
  - 2.: 1966–67